# The Springfield Files
The Springfield Files, llamado Los expedientes de Springfield en España y Los expedientes secretos de Springfield en Hispanoamérica, es el décimo episodio de la octava temporada de la serie Los Simpson, estrenado originalmente el 12 de enero de 1997. Fue escrito por Reid Harrison y dirigido por Steven Dean Moore. El episodio es un crossover con la serie The X-Files, y contiene numerosas referencias a la misma. Las estrellas invitadas fueron Leonard Nimoy, que se interpreta a sí mismo como narrador del episodio, y David Duchovny y Gillian Anderson, que interpretan a Fox Mulder y Dana Scully, sus personajes en The X-Files. La trama fue idea de Al Jean y Mike Reiss, que regresaron a la serie para producir el episodio mientras trabajaban para The Walt Disney Company. El episodio recibió críticas positivas, y Jean y Reiss ganaron un Premio Annie por producirlo.

## Sinopsis
Leonard Nimoy presenta un programa sobre apariciones de extraterrestres en la Tierra y relata un caso ocurrido en la ciudad de Springfield. Un viernes por la noche, en la taberna de Moe, Homer bebe más de diez botellas de cerveza, y después de que Moe le realiza un test de alcoholemia, nota que está demasiado ebrio para conducir. Por esta razón, decide volver a casa caminando, pero toma un camino equivocado y termina perdido en medio de un bosque. Allí observa cómo de entre los árboles surge una figura extraña que emite un resplandor verde y le dice que "no tenga miedo". A pesar de esto, Homer escapa corriendo, asustado por creer haber visto un extraterrestre. 
El resto de la familia Simpson no cree lo que Homer cuenta, ya que había llegado a la casa con un fuerte aroma a alcohol. Luego trata de informar de todo a la policía, pero ellos tampoco le creen. Sin embargo, los agentes Fox Mulder y Dana Scully, del FBI, escuchan los rumores de la historia de Homer y deciden viajar a Springfield para corroborar si la misma es cierta. Después de hacerle tests psicológicos (de los que no se obtienen resultados), Homer lleva a los agentes al bosque, pero en esa ocasión, el extraterrestre no aparece. Homer comienza a ser ridiculizado por todo el vecindario y nadie cree su historia, ni siquiera Marge, hasta que Bart le confiesa que él sí le cree. La noche del viernes siguiente, padre e hijo acampan en el bosque. El extraterrestre llega y dice que viene en son de paz, pero Homer lo ahuyenta por accidente al pisar la fogata. Por fortuna, Bart ha logrado filmar el encuentro, y ambos celebran tener la prueba de vida extraterrestre en sus manos.  
Leonard Nimoy, que estaba contando la historia, cierra el libro de donde la leía y les desea buenas noches a los televidentes. Pero una voz le anuncia que aún quedan diez minutos de programa, a lo que Nimoy responde yendo a su automóvil y escapando de allí. La voz resulta ser la de un adolescente camarógrafo, que ocupa el lugar de Nimoy y continúa narrando la historia. 
Aunque la cinta de vídeo de Bart solo dura tres segundos y no se ve muy bien, todos en el pueblo comienzan a creer a Homer (excepto Lisa, quien sigue con su escepticismo). La noche del viernes siguiente, todos los habitantes de Springfield acuden al bosque para ver al extraterrestre. Este aparece, diciendo que trae paz y amor. El pueblo, sin embargo, comienza a enfurecerse y se dispone a atacar al alien, pero Lisa y Smithers los detienen a tiempo, mostrando que el "extraterrestre" no era más que el Sr. Burns. Smithers explica que, todos los viernes por la noche, Burns se somete un tratamiento de longevidad para darle una semana más de vida. El tratamiento lo deja aturdido y con los ojos dilatados. De vuelta en su estado normal, Burns revela que el resplandor verde se debe a toda una vida de trabajo en su planta nuclear, que le ha dado ese tono de radiación, y anuncia que no trae paz y amor, sino "miedo, hambre y peste". Sin embargo, el Dr. Nick Riviera le da una inyección que lo vuelve a dejar aturdido. En ese momento, Burns comienza a cantar Good Morning Starshine, y todo el pueblo se Springfield se une a cantar tomados de la mano, acompañados de Nimoy, Mulder, Scully y Chewbacca.
El adolescente que leía la historia cierra el libro y dice a los espectadores que no dejen de vigilar los cielos.

## Producción

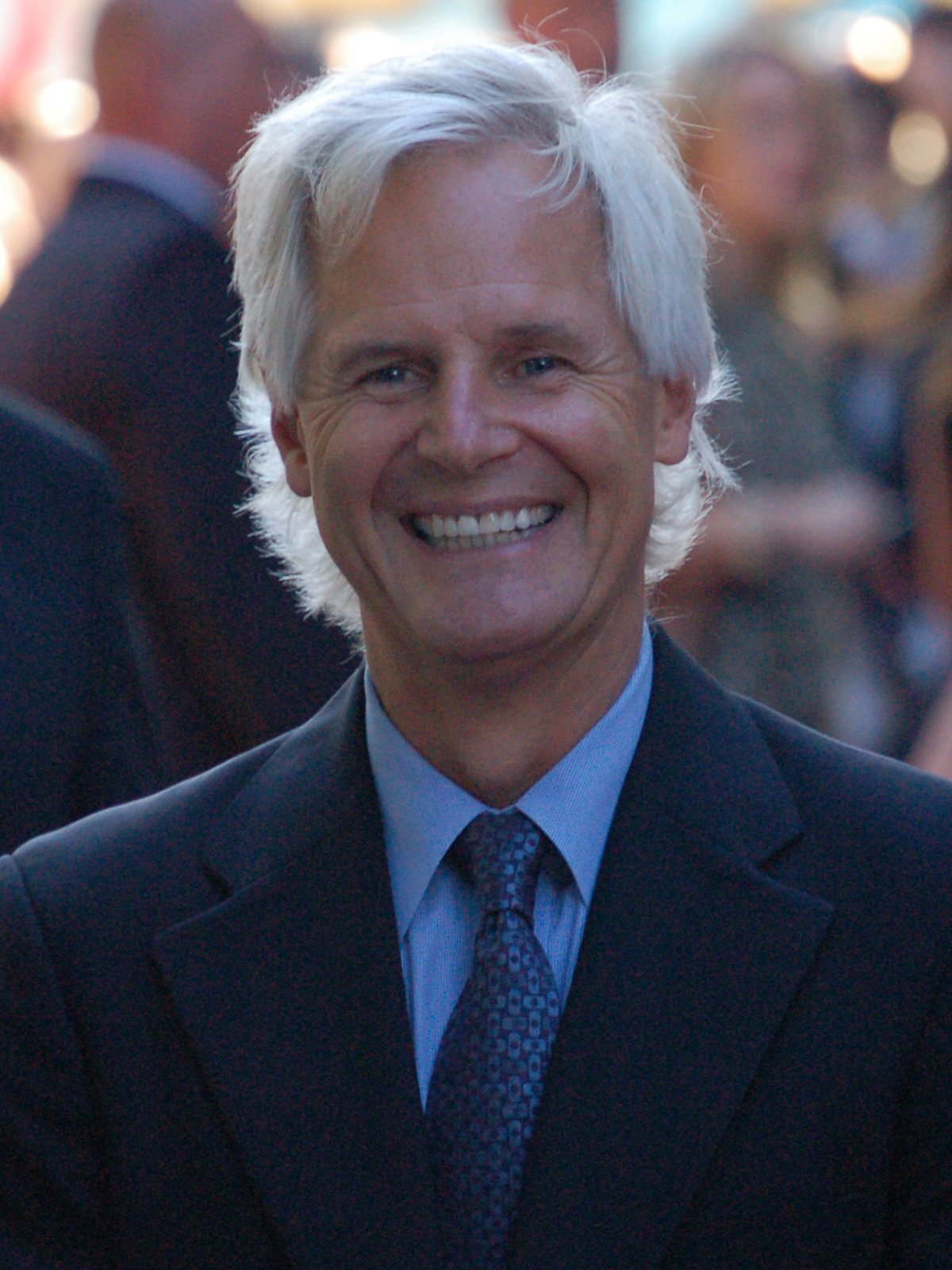
Chris Carter, creador de The X-Files, consideró "un honor" que su serie fuera parodiada en Los Simpson.

La idea del episodio fue de Al Jean y Mike Reiss, que fueron showrunners de la tercera y cuarta temporada de la serie. Ambos regresaron para producir este y otros episodios mientras estaban bajo contrato de The Walt Disney Company. Fue escrito por Reid Harrison y dirigido por Steven Dean Moore. Este episodio fue uno de los que transcurrió más tiempo desde su concepción hasta finalizarlo. Jean, estando en su casa, encontró una copia de la revista TV Guide, con The X-Files en la portada. Pensando que unir las dos series sería una buena idea, le dijo a Reiss lo que había pensado y los dos se pusieron a planear la historia. Ninguno de los otros escritores querían hacer el episodio, por lo que Jean y Reiss decidieron hacerlo ellos mismos. Antes de la producción del mismo, el guion le fue enviado a Chris Carter, el creador de The X-Files, quien dijo que era "un honor" ser satirizado en Los Simpson. Al Jean comenzó a preocuparse de que el episodio no era gracioso, ya que al presentarlo asistieron muy pocos de los otros guionistas y nadie se rio. La escena del primer encuentro de Homer con el extraterrestre, en la que corre por un campo y escribe "Yahhh!" sobre la hierba fue escrita por David Stern, y añadida después de la primera lectura del guion. La oficina de Mulder y Scully fue diseñada para que fuera exactamente igual a la que se ve en The X-Files. Después de terminarlo, Fox envió el episodio a la crítica, recibiendo muy buenos resultados. Para la escena en la que Mulder empieza a divagar sobre los indicios de vida extraterrestre, el equipo dejó a David Duchovny hablar libremente ante el micrófono, con intención de usar algunas de sus frases. Duchovny permaneció hablando durante dos horas seguidas. La escena de las camisetas de "Homer es un tonto" tenía originalmente una línea extra: "¡Ya se lo dije, las vendimos todas!", rellenando así el guion en la parte en la cual Homer pide unas camisetas, a pesar de que acababan de decirle que estaban agotadas. Llevó mucho tiempo idear el final del episodio y una explicación sobre el extraterrestre. Originalmente iba a ser dejado simplemente como un misterio.